# Explozia de la Lacul Suviana din 2024
Pe 9 aprilie 2024, o explozie la centrala hidroelectrică Bargi de pe Lacul Suviana, deținută de Enel Green Power⁠(d), lângă Bologna, Italia, a dus la moartea a cel puțin trei muncitori, cinci alții fiind grav răniți, iar patru sunt dați dispăruți. 

## Context
Lacul Suviana este un lac de acumulare care s-a format în urma construirii unui baraj în 1932. 

## Explozie
Explozia a avut loc în jurul orei 15:00 CEST la centrala hidroelectrică a companiei italiene Enel Green Power⁠(d) din frazione Bargi, în comuna Camugnano de pe lacul Suviana . </link>
Centrala electrică este situată la aproximativ 30 metri (98 ft) sub pământ.  Prefectul de Bologna, Attilio Visconti, a declarat că explozia a provenit de la o turbină situată la opt niveluri mai jos și a dus la un incendiu, iar podeaua de sub aceasta a fost inundată. Enel Green Power a spus că nu a fost deteriorată structura barajului. 

## Victime
Cincisprezece persoane lucrau la uzină în momentul exploziei. Trei muncitori au fost uciși, inclusiv doi din orașele din sud, Taranto și Messina și un bărbat din România care locuia în Settimo Torinese .  Cinci persoane au fost grav rănite cu arsuri grave; au fost transportați cu elicopterul la spitalele din apropiere. Două persoane sunt la terapie intensivă . Patru muncitori din Napoli, Pisa, Padova și Milano sunt încă dispăruți. Alți trei muncitori au scăpat nevătămați. 
Pe 10 aprilie, dronele acvatice au fost folosite în lac pentru a-i căuta pe cei dispăruți. 

## Urmări
Pompierii au avut mari dificultăți în accesul la incendiu.  Un scafandru de salvare a obținut acces la etajul șapte sub suprafață, dar nu a putut ajunge mai jos, acolo unde erau blocați trei oameni. 
În urma exploziei, angajații au fost evacuați, iar producția de energie electrică a fost oprită. 

## Ancheta
Autoritățile au spus că explozia părea să fi fost cauzată de o defecțiune la una dintre turbine.  Potrivit lui Marco Masinara, primarul din Camugnano, explozia a avut loc în timpul lucrărilor de întreținere.  O anchetă urmează să fie demarată după ce persoanele dispărute vor fi găsite și centrala va fi considerată sigură.
Pe 10 aprilie, Masinara a declarat că centrala nu a fost niciodată considerată un pericol. 

## Reacții
Premierul italian Giorgia Meloni a spus că urmărește „îngrijorată” știrile și le-a mulțumit salvatorilor.  De asemenea, Enel Green Power și-a exprimat condoleanțe familiilor victimelor.  Președintele Lega Basket Serie A⁠(d), Umberto Gandini, își exprimă condoleanțe în numele celor 16 cluburi de baschet asociate. 
Pe 10 aprilie, explozia a fost comemorată de Camera Deputaților din Italia. 
Explozia a contribuit la preocupările legate de siguranța la locul de muncă în Italia, iar două dintre cele mai mari sindicate ale țării au anunțat greve naționale de patru ore pe această temă pe 10 aprilie.